# Mỹ Bình, Phan Rang – Tháp Chàm
Mỹ Bình là một phường thuộc thành phố Phan Rang – Tháp Chàm, tỉnh Ninh Thuận, Việt Nam.

## Địa lý
Phường Mỹ Bình nằm ở phía đông thành phố Phan Rang – Tháp Chàm, có vị trí địa lý:
- Phía đông giáp Biển Đông (vịnh Phan Rang)
- Phía tây giáp phường Thanh Sơn
- Phía nam giáp các phường Mỹ Hải và Tấn Tài
- Phía bắc giáp phường Văn Hải.

Phường có diện tích 4,45 km², dân số năm 2019 là 8.800 người, mật độ dân số đạt 1.978 người/km².

## Lịch sử
Phường Mỹ Bình được thành lập vào ngày 21 tháng 1 năm 2008 trên cơ sở điều chỉnh 362,75 ha diện tích tự nhiên và 5.564 người của xã Mỹ Hải, 133,01 ha diện tích tự nhiên và 2.512 người của xã Văn Hải.
Sau khi thành lập, phường có 495,76 ha diện tích tự nhiên và 8.076 người.